# Malacoptila fusca
Malacoptila fusca là một loài chim trong họ Bucconidae.